# 金太賢
金 太賢（きむ てひょん、1983年1月27日 - ）は、日本プロ麻雀協会に所属する競技麻雀のプロ雀士。兵庫県神戸市出身。

## 人物
日本プロ麻雀協会の最高峰タイトル「雀王」を2連覇している。「金色の若獅子」、または「若獅子咆哮」の異名を取る。
2020年モンド杯にモンド推薦枠で出場。
モンド杯出場は実に8年ぶり。
在日韓国人であったが、日本国籍を取得している。

## 獲得タイトル
- 第5回関西インビテーションカップ 優勝[2]
- 最強位（2017年）[6]
- 雀王（第16・17期[7]）
- 野口恭一郎賞（第10回）[8]

## 著書
- 3ヵ月で強者と戦えるようになる 麻雀「超コスパ」上達法（2020年7月28日、彩図社）ISBN 9784801304574

## 作品

### 映画
- 麻雀最強戦 the movie（2022年11月18日公開、マグネタイズ）監督:原澤遊風 解説:金太賢[9]

## 出演
- モンド21麻雀プロリーグ（MONDO TV）